# Gunilla Nordlöf
Gunilla Nordlöf, född 16 mars 1961, är en svensk ämbetsman. Hon har tjänstgjort inom såväl näringslivet som inom offentliga verksamhet, bland annat som avdelningschef och finansråd på Finansdepartementet samt näringsråd på Näringsdepartementet. Mellan juni 2013 och juni 2022 var hon generaldirektör på Tillväxtverket. Den första juli 2022 tillträdde hon som generaldirektör på E-hälsomyndigheten.
Nordlöf är utbildad civilekonom på Stockholms universitet och Linköpings universitet. Hon är från Ronneby i Blekinge.